# Adema (Album)
Adema ist das Debütalbum der gleichnamigen US-amerikanischen Nu-Metal-/Rock-Band Adema. Es wurde am 21. August 2001 in den USA veröffentlicht und erreichte in den Billboard-Charts Platz 27. Bis heute hat es sich weltweit mehr als eine Million Mal verkauft, davon mehr als 600.000 Mal allein in den Vereinigten Staaten, was dort Gold als Auszeichnung zur Folge hatte. Es ist bis heute das meistverkaufte Album von Adema.

## Titelliste
1. Everyone – 3:29
2. Blow It Away – 3:02
3. Giving In – 4:34
4. Freaking Out – 3:35
5. The Way You Like It – 3:39
6. Close Friends – 3:24
7. Do What You Want To Do – 3:00
8. Skin – 3:23
9. Pain Inside – 3:29
10. Speculum – 3:32
11. Drowning – 3:26
12. Trust – 4:21

## Singleauskopplungen
- 2001: Giving In
- 2001: The Way You Like It
- 2002: Freaking Out

## Hintergrund
Nachdem Mark Chavez aufgrund der Bescheinigung seines berühmten großen Halbbruders und Korn-Sängers Jonathan Davis, dass er einfach nicht gut genug sei, nochmals in Klausur mit sich selbst gegangen war, machte er sich daran, die passenden Bandkollegen zusammenzusuchen. Nachdem Mike Ransom sich als erstes ihm angeschlossen hatte, gesellten sich ihm noch Tim Fluckey, Dave DeRoo und zuletzt Kris Kohls („Sie haben mich gefragt, ob ich das Demo mit einspielen will. Ich dachte mir, ich schau mir das mal an. Als sie mir dann die ersten zwei Songs vorgespielt haben, hat es mich fast umgehauen.“). Das von dieser Formation eingespielte Demo wurde dann an diverse Plattenfirmen verschickt, woraufhin sich schließlich Arista Records gegen die anderen über zwanzig bietenden Labels durchsetzten und die Band unter Vertrag nahmen. Adema schafften somit das Kunststück, als Metal-Band einen Plattenvertrag zu ergattern, ohne überhaupt zuvor auch nur einen einzigen Gig zu absolvieren.

## Rezeption
Ademas Debüt wurde ziemlich gespalten aufgenommen. Während Marcus Schleutermann vom Rock Hard mit 7,5 von 10 Punkten dem Quintett aus Bakersfield eine starke Vorstellung attestiert, „die lediglich von dem wenig überzeugenden Hassklumpen ´Drowning´ und einigen arrogant-dümmlichen Texten wie ´Blow It Away´ oder ´The Way You Like It´ geschmälert wird“, beurteilt das Musikmagazin VISIONS in seinem Review das Album schon etwas kritischer: „Ein bisschen weniger Konstruktion und mehr Originalität hätten daraus mehr machen können“. Es vergab 7 von 12 möglichen Punkten.
Einen Totalverriss bekam es vom Metalwebzine metal.de, das Ademas Erstling gar mit nur 3 von 10 Punkten abspeiste: „Man hat schlicht nichts anbrennen lassen, setzt ganz auf die althergebrachten NuMetal-Gänge (wobei das Nu auch für „Nu is mal langsam gut“ stehen darf): Als Vorspeise ein wenig verhaltene stimmliche Emo-Abstraktionen, als Hauptgericht eine ausreichende Portion Gitarren-Brät und als Dessert nicht ganz aufgetauter Sprechgesang. Verflüssigt wird das Ganze mit jeder Menge nicht unappetitlicher gesanglicher Melodie-Tütensoße, damit es auch dem letzten unbedarften Konsumgeier in den Magen hinunter fährt. Den Rest lässt man dann Ton- und Marketing-Chefköche besorgen. Auch wenn an besagtem Dessert bei Adema etwas gespart wird und man das sonst übliche Zeter-und-Mordio-Brüllen hier fast komplett unter den Tisch fallen lässt, macht dies die Musik kaum raffinierter; eher im Gegenteil. Gerade diese derart banale Herkömmlichkeit macht die Band schlicht unerheblich. Unter diesen Umständen geraten ökonomische Notwendigkeiten wie der eingangs zitierte Werbespruch schon mal zur Frechheit. Sollte nicht zufällig derzeit eine amerikanische Invasion im Busche sein, wird mich auch demnächst niemand (außer meine Redaktion) dazu zwingen können, U$-Bands wie diese an meine unbescheidenen Löffel zu lassen.“